# Bembidion simplex
Bembidion simplex es una especie de escarabajo del género Bembidion, tribu Bembidiini, familia Carabidae. Fue descrita científicamente por Hayward en 1897.
Se distribuye por Estados Unidos y Canadá. La especie se mantiene activa durante los meses de abril, junio, julio y agosto.